# Mizoguchi Kenji
Mizoguchi Kenji (溝口 健二 (Câu Khẩu Kiện Nhị) Mizoguchi Kenji, 16 tháng 05 năm 1898 – 24 tháng 08 năm 1956), hay Goteken là một đạo diễn, nhà biên kịch, biên tập phim của điện ảnh Nhật Bản. Trong suốt sự nghiệp của mình từ thời kỳ Đế quốc Nhật Bản, trải qua chiến tranh thế giới cho đến hồi phục đất nước, ông có khoảng 100 tác phẩm điện ảnh thuộc các thể loại phim câm, phim lập cảnh, phim nói đen trắng và phim màu. Với phong cách điện ảnh nghệ thuật, văn học vừa giữ vững truyền thống văn hóa, vừa áp dụng ảnh hưởng của phương Tây theo chủ nghĩa hiện thực, chủ nghĩa tự nhiên, mô phỏng tình hình xã hội phức tạp, các bộ phim sử dụng hình ảnh để thay cho lời nói. Đồng thời, Goteken nhấn mạnh bị kịch, sự gánh chịu áp bức và cuộc đời gian khổ của số đông người phụ nữ Nhật Bản trong suốt nhiều thời kỳ, ông được cho là bậc thầy của điện ảnh về phái nữ.
Mizoguchi Kenji tập trung chú trọng vào kỹ thuật điện ảnh, sử dụng phổ biến xuyên suốt và giới thiệu mở rộng trong cộng đồng kỹ xảo quay trường đoạn cảnh phối hợp giữa nhóm đạo cụ, trang trí dựng cảnh, đội ngũ quay phim, tổ chức sản xuất và diễn viên, tích hợp nhiều tình tiết vào cùng một cảnh quay, cùng với đó là tính nghiêm khắc trong tạo hình, khiến bố cục khung hình như một bức tranh hoàn chỉnh mang nhiều ý nghĩa.
Với những tác phẩm đi ngược tình hình chung trong thời kỳ rối động như Zangiku monogatari, Gion no kyōdai rồi đến chuỗi tác phẩm liên tục gây tiếng vang thế giới với ba lần liên tiếp đoạt giải ở Liên hoan phim Venezia như Saikaku ichidai onna, Ugetsu monogatari và Sanshō dayū, ông tạo ra ảnh hưởng lớn đối với xã hội. Cùng với Kurosawa Akira, Ozu Yasujirō và Naruse Mikio, ông được coi là biểu tượng của nền điện ảnh Nhật Bản, là nhân vật nổi tiếng của thế kỷ XX trong lịch sử nước Nhật.

## Niên thiếu và thời kỳ đầu
Mizoguchi Kenji sinh ngày 16 tháng 05 năm 1898 tại khu vực Yushima, quận Hongō, Tokyo, Nhật Bản (nay là khu vực Bunkyō, Tokyo) trong một gia đình năm người với bố là Zentaro, thợ mộc lợp mái nhà, mẹ là Masa, chị gái Suzu, em trai Yoshio. Ban đầu, gia đình của ông thuộc về tầng lớp trung lưu cho đến khi biến cố xảy ra. Năm 1904, Chiến tranh Nga – Nhật nổ ra, bố của ông quyết định chuyển sang làm công nhân sản xuất trang bị quân đội phục vụ để kinh doanh. Cuộc chiến chỉ kéo dài hơn một năm, kết thúc nhanh chóng khiến cho việc đầu tư của bố ông thất bại, thiệt hại tài sản gia đình. Sau đó, gia đình phải đưa một người con gái, chị của ông là Suzuko hoặc Suzu tới quận Asakusa, gần với rạp chiếu phim và nhà thổ, trở thành một geisha. Sự kiện này đã khiến cho gia đình của ông nảy sinh mâu thuẫn, bố đối xử bạo lực với mẹ cùng chị em của ông, gây ảnh hưởng lớn tới hồi ức của ông về gia đình, xuyên suốt quãng thời gian dài trong đời.
Năm 1911, gia đình trở nên nghèo túng, không thể chu cấp cho các con theo học, phải chuyển ông đến nhà cậu ở thành phố Morioka, miền Bắc Nhật Bản. Ông ở đây một năm, mắc phải bệnh viêm khớp dạng thấp, khiến suốt thời niên thiếu và cả cuộc đời phải đi khập khiễng. Sang năm 1912, ông về nhà và phải nằm trên giường vì căn bệnh. Sau đó, chị gái Suzu của ông đã giới thiệu và giúp ông tham gia học việc, thiết kế các mẫu kimono và yukata. Năm 1915, mẹ ông qua đời, hai em trai cùng đến sống với chị gái và được chị chăm sóc, lúc này Suzu đã kết hôn với Tử tước Matsudaira Tadamasa, người chủ của geisha ban đầu. Năm 1916, ông tham gia khóa học ở Trường Mỹ thuật Aoibashi Yoga Kenkyuko ở Tokyo, nơi dạy kỹ thuật hội họa phương Tây. Những năm này, ông theo đuổi sự quan tâm với opera bằng cách tham gia công việc trang trí Royal Theatre ở Asakura. Năm 1917, chị gái Suzu tiếp tục giúp ông tìm kiếm việc làm, tới Kobe làm thiết kế quảng cáo tại tạp chí Yuishin Nippon. Tuy nhiên, ông cảm thấy không phù hợp với công việc này, sau chưa đầy một năm ở Kobe, trở lại Tokyo và làm những gì mình thích. Ông tốt nghiệp Trung cấp Mỹ thuật Tokyo vào năm 1920.

## Sự nghiệp điện ảnh

### Giai đoạn 1920 – 1930
Năm 1920, sau một thời gian dài với nhiều công việc khác nhau, Mizoguchi Kenji bắt đầu sự nghiệp điện ảnh của mình. Ông được nhận vào Công ty Điện ảnh Nikkatsu, là một diễn viên, trợ lý đạo diễn Tadashi Oguchi. Ba năm sau tức 1923, ông trở thành đạo diễn chính thức tại xưởng phim Nikkatsu, bắt đầu với Ai-ni yomigaeru hi (Ngày tình yêu trở lại, 1922), bộ phim điện ảnh đầu tiên của ông, giữa cuộc đình công của công nhân; cốt truyện xoay quanh mối tình của người học trò một nghệ nhân làm gốm với cô con gái thứ xinh đẹp của thầy, song khi sắp diễn ra ngày cưới thì nhân vật nữ tự tử cùng một người đàn ông khác. Bộ phim sau đó được trình chiếu, bị cắt nhiều cảnh liên quan đến xung đột giữa nông dân và địa chủ, tư bản, bởi những ảnh hưởng mà nó mang lại cho tầng lớp lãnh đạo.
Năm 1923, trận động đất Kantō diễn ra, ông chuyển tới xưởng phim Nikkatsu ở Kyōto. Có một khoảng thời gian phải tạm dừng công việc vì xô xát với Ichijo Yuriko, một gái mại dâm mà ông đang chung sống đã dùng dao lam để lại những vết thương ở lưng ông. Thời gian ở nơi cố đô này, ông dành sự chú tâm hơn cho nghệ thuật truyền thống, học hỏi Kabuki và Nō. Đối với điện ảnh, trong giai đoạn 1920 – 1930, ông chủ yếu làm các tác phẩm thể loại chung với số lượng lớn, thường theo các đơn đặt hàng lấy đề tài trinh thám, đề tài về những kẻ đứng đường và đề tài tiểu thuyết thời đại Meiji, nhiều tác phẩm đã bị thất lạc ngày nay. Các bộ phim Kami-Ning-Yo Haru No Sasayaki (Những tiếng thì thầm mùa xuân của một con búp bê bằng giấy, 1926); Jihi Shincho (Con chim thương cảm, 1927); Tokai Kokyogaku (Bản giao hưởng của một thành phố lớn, 1929) là những tác phẩm được tạp chí Kinema Junpo xếp vào các phim hay từ hạng một đến mười trong năm. Tokai Kokyogaku đã bộc lộ rõ nét quan điểm của ông: phim mô tả số phận của một người đàn bà là trò chơi của tỉ phú. Người đàn bà này gặp một công nhân trẻ yêu công lý, hai người quyết định trả thù kẻ tư sản. Khi thực hiện bộ phim xã hội này, ông cùng các cộng sự gặp nhiều trở ngại về việc vượt qua sự cấm đoán của xưởng sản xuất và việc điều tra truy hỏi của cảnh sát về kịch bản phim. Trong cùng thời, Mizoguchi Kenji và Kinugasa Teinosuke, Uchida Tomu đã đặt nền móng cho sự cách tân nền điện ảnh Nhật Bản, phá bỏ phong cách ước lệ sân khấu trước đó.

### Giai đoạn chiến tranh

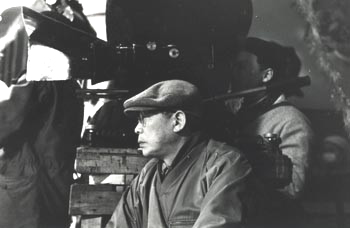
Đạo diễn Goteken đang giám sát quay phim.

Từ năm 1930, Nhật Bản bắt đầu đẩy mạnh thời kỳ kiểm soát đất nước và bành trướng vị tri, mở màn là việc chiếm lĩnh Mãn Châu từ 1931, thành lập trục Berlin, Roma, Tokyo từ 1937. Đến 1939, chiến tranh bùng nổ, Đạo luật điện ảnh số 66 được ban hành, quy định đưa điện ảnh Nhật Bản trở thành công cụ tuyên truyền phục vụ khối độc tài đế quốc. Trong bối cảnh này, Mizoguchi Kenji kế nhiệm Murata Minoru, trở thành Giám đốc Hiệp hội Đạo diễn Nhật Bản, vẫn tiếp tục làm phim tại hãng Nikkatsu lẫn Shinko, đi ngược lại quy phạm pháp luật, nổi bật nhất với hai phim Naniwa hika (Bản bi ca Naniwa, 1936) và Gion no kyōdai (Chị em Gion, 1936) tiến hành tại xưởng phim độc lập của người bạn Nagata Masaichi.
Naniwa hika là bức tranh chi tiết của một phụ nữ và bối cảnh xã hội nơi cô sống: cô gái trẻ, sau khi bỏ công việc điện thoại viên, trở thành vợ của một giám đốc công ty. Cha cô đã biển thủ một khoản lớn, cô bị tên chủ ruồng bỏ. Bộ phim mô tả số phận nghiệt ngã của một cô gái nghèo khổ, bị hủy hoại cả cuộc đời chỉ vì một lỗi lầm của người khác. Còn Gion no kyōdai mô tả cuộc đời của hai cô geisha ở khu Gion. Người chị tuân thủ những luật pháp của nền luân lý truyền thống, trung thành với chủ cũ dù đã bị phá sản. Em gái là thiếu nữ tân thời, thù ghét đàn ông, luôn tìm cách lợi dụng. Sau cùng, chị em gặp nhau trong bệnh viện: em gái bị gãy chân do người đàn ông bị cô lừa đảo gây ra; người chị bị chủ cũ bỏ rơi. Hai bộ phim đều được Kinema Junpo xếp vào top 10 phim hàng năm. Cả hai bộ phim đều được xây dựng trong số vốn ít và điều kiện khó khăn vào lúc đó, về sau được các nhà phê bình đánh giá cao, cho rằng đã tạo ra hài hòa giữa chủ nghĩa hiện thực và chủ nghĩa tự nhiên. Song, giới quân phiệt đã tỏ thái độ cảnh cáo khiến ông phải dừng chủ đề này, rút lui và làm những bộ phim khác nói về đời sống diễn viên, phim chính kịch. Tuy nhiên, mối quan tâm đối với số phận con người trong xã hội của ông vẫn tồn tại và được chuyển sang cách thể hiện khác. Các bộ phim Zangiku monogatari (Chuyện hoa cúc nở muộn, 1939); Naniwa Onna (Người đàn bà Naniwa, 1940); Geido Ichidai Otoko (Cuộc đời của một người hy sinh cho nghệ thuật, 1941); Genroku chūshingura (47 Rōnin, 1942); Yoru no onnatachi (Những người đàn bà của đêm, 1948) tiếp tục lọt vào top 10 hàng năm. Về hoạt động thực hiện điện ảnh, ông đã phối hợp cùng các đạo diễn, nhà làm phim trong và ngoài nước như Kurosawa Akira, Orson Welles, Shinoda Masahiro, Shindo Kaneto, Jean-Luc Godard, Andrei Tarkovsky, Jean-Marie Straub, Victor Erice, Jacques Rivette và Theo Angelopoulos.

### Thập niên 50

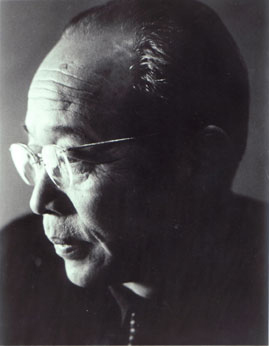
Mizoguchi Kenji thập niên 50.

Năm 1945, chiến tranh kết thúc, Nhật Bản đầu hàng, bị chiếm đóng cho đến năm 1952, tới kỷ nguyên hồi phục đất nước. Sau giai đoạn chiến tranh tạm dừng các tổ chức điện ảnh trong nước (1943 – 1949), ông tiếp tục là Giám đốc Hiệp hội Đạo diễn Nhật Bản khi hội trở lại hoạt động (1949 – 1955). Vào thời kỳ này, Mizoguchi Kenji đã trải qua sự nghiệp dài với nhiều chiêm nghiệm, cùng với tác động của căn bệnh từ thiếu niên, ông bước vào giai đoạn cuối đời. Và đây cũng là lúc Mizoguchi Kenji liên tiếp xây dựng và tung ra những bộ phim làm chấn động nền điện ảnh thế giới. Đó là các bộ phim Saikaku ichidai onna (Cuộc đời của người kỹ nữ Oharu, 1952) được đề cử Sư tử Vàng và nhận Giải Quốc tế ở Liên hoan phim Venezia 1952, giải Mainichi Film Awards 1953; Ugetsu monogatari (Những câu chuyện dưới ánh trăng mờ sau cơn mưa hay Bạch Xà Nương, 1953), giải Sư tử Bạc 1953; Sanshō dayū (Viên quản lý Sansho, 1954), giải Sư tử Bạc 1954. Ông đã đoạt giải liên tiếp trong ba năm liền ở Liên hoan phim Venezia, góp phần giúp điện ảnh Nhật Bản vươn tầm ra thế giới.
Saikaku ichidai onna trình bày sự thất thế xã hội của một bậc phu nhân quyền quý, kết thúc bằng việc trở thành gái điếm hạng tồi, rồi phải đi ăn xin. Ugetsu monogatari nói về bi kịch của hai người phụ nữ, khi chồng của họ vì dục vọng đã chạy theo những ảo ảnh về sắc đẹp và danh thế. Sanshō dayū đề cập đến sự sa sút, phân rã của một gia đình quý tộc: người cha cai quản lãnh địa, đã đứng về phía phong trào nông dân rồi bị lưu đầy; vợ và hai con bị bọn buôn bán nô lệ bắt cóc. Cuối cùng, vào nhiều năm sau, cậu con trai lớn tìm lại được mẹ mình thì bà đã bị bán làm gái điếm, trở thành mù lòa, hành khất. Akasen Chitai (Đường phố sỉ nhục, 1956) mô tả cuộc đời của năm cô gái điếm tại một khu buôn bán hương phấn ở Tokyo, trong tình cảnh xảy ra sau Chiến tranh thế giới thứ hai, khi mà Quốc hội Nhật Bản đang thảo luận về Luật Cấm hành nghề mại dâm.

## Phong cách

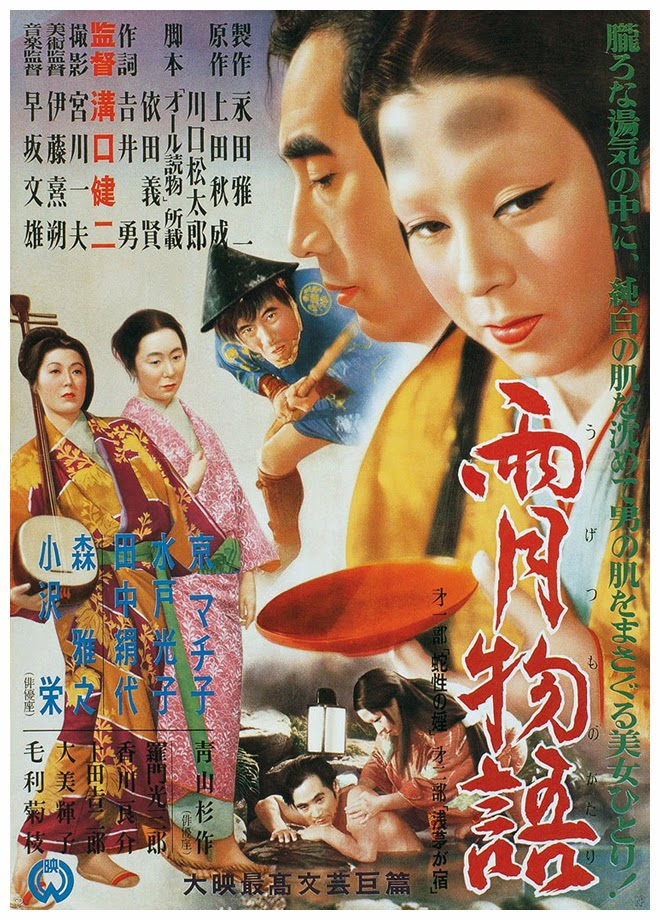
Phim Ugetsu phối hợp quay trường cảnh (plan séquuence).

Phong cách điện ảnh của Mizoguchi Kenji hướng tới mục đích điện ảnh đại biểu cho đời sống và những tập quán của một xã hội cụ thể cho mỗi bộ phim; tập trung nhấn mạnh môi trường xã hội, đưa môi trường trở nên quan trọng hơn so với chủ đề, nội dung xoay quanh vấn đề về bi kịch của kiếp người. Từ bộ phim đầu tay Ai-ni yomigaeru hi cho đến bộ phim cuối cùng Akasen Chitai, hầu hết đều là bi kịch có nguyên do xuất phát từ môi trường xã hội, và yếu tố chủ quan từ dục vọng của con người. Phần đông các bộ phim của ông đề cập phái nữ, những nhân vật nữ trong các tác phẩm được bao phủ bởi nhiều lớp áo khác nhau, từ bà hoàng, quý tộc, công nhân, gái điếm, đủ mọi giai tầng trong xã hội Nhật Bản, mang điểm chung là trải qua những truân chuyên của cuộc đời, hướng về ý nghĩa nhân văn, xã hội, đấu tranh cho phái nữ. Phong cách của Mizoguchi Kenji đã vạch ra khả năng suy đồi đạo lý, xuống cấp tinh thần của con người, từ đó chuẩn bị cho sự ra đời của chủ nghĩa nhân bản mới.
Về kỹ thuật, trong thập niên 30, 40, ông đã hoàn thiện được cho mình một thủ pháp thể hiện đặc biệt, đó là quay trường đoạn cảnh (plan séquence), gộp nhịp điệu, thay đổi diễn xuất liên tục trong nhiều cỡ cảnh vào làm một, chỉ một lần bấm máy. Bên cạnh đó là sử dụng phân chia khoảng cảnh kích cỡ trung bình (plan moyen), toàn cảnh (plan général) và viễn cảnh (plan éloigné). Là một đạo diễn xuất thân từ hội họa, Mizoguchi Kenji rất chú trọng đến bố cục khung hình. Mỗi một cảnh trong phim của ông có thể được xem là một bức tranh hoàn chỉnh mặc dù kỹ thuật quay trường đoạn cảnh đòi hỏi trình độ cao ở quay phim và diễn viên. Phong cách này nhận được đánh giá rất cao từ các nhà phê bình quốc tế về sau, tạo ra ảnh hưởng lớn đến nền điện ảnh Nhật Bản.

## Qua đời và tưởng nhớ
Mizoguchi Kenji qua đời tại Kyoto vì bệnh bạch cầu vào ngày 24 tháng 08 năm 1956, ở tuổi 58, không có con. Những năm này, ông được công nhận là một trong ba bậc thầy của điện ảnh Nhật Bản, cùng với Ozu Yasujirō và Kurosawa Akira. Ông thường lấy cảm hứng từ nihonga (tranh truyền thống của Nhật Bản) và các bản in khắc gỗ. Vào thời điểm ông qua đời, Mizoguchi Kenji đang thực hiện một bộ phim có tên Osaka Story. Tổng cộng, ông đã thực hiện khoảng 100 bộ phim, mặc dù hầu hết những bộ phim ban đã bị thất lạc, trở thành một trong những đạo diện hiếm có trên thế giới đạt đến thành tích này. Từ đó đến nay, ông được tưởng nhớ với những cống hiến, đóng góp cho điện ảnh của mình. Năm 1975, đạo diễn Shindō Kaneto đã quay phim tài liệu về ông, bộ phim Aru eiga-kantoku no shōgai Mizoguchi Kenji no kiroku (Mizoguchi Kenji: cuộc đời của một đạo diễn phim, 1975), cũng như viết một cuốn sách về ông, xuất bản năm 1976. Năm 2014, Trung tâm Giao lưu Văn hóa Nhật Bản đã xây dựng một loạt phim hồi tưởng về những tác phẩm điện ảnh còn sót lại của ông, đem lưu diễn tại một số thành phố của Mỹ, châu Âu.

## Các tác phẩm điện ảnh
Các tác phẩm điện ảnh của Mizoguchi Kenji được ông chỉ đạo sản xuất với vai trò đạo diễn và cả biên kịch chính thức, hỗ trợ biên kịch ở một số bộ phim. Tính đến nay, còn 34 bộ phim được lưu trữ tại trung tâm thư viện điện ảnh Nhật Bản, đã thất lạc gần 70 bộ phim, chủ yếu trong thập niên 20 lúc ông bắt đầu sự nghiệp. Một số bộ phim được sửa chữa, khôi phục lại bằng kỹ thuật hình ảnh. Theo diễn biến chung của điện ảnh thế giới, các tác phẩm của ông chủ yếu theo dạng phim câm đen trắng, phim nói đen trắng, có hai bộ phim màu từ thập niên 50 trong thời đại mới của kỹ xảo. Các hãng, công ty, xưởng sản xuất chủ yếu được liên kết là Nikkatsu (ở Tokyo và Kyoto), Nikkatsu Tahata Photo Studio, Daiichi Eiga, Shochiku Kinema, Shochiku Photo Studio, Daiei Kyoto Studio.
| Phim được đạo diễn bởi Mizoguchi Kenji | Phim được đạo diễn bởi Mizoguchi Kenji | Phim được đạo diễn bởi Mizoguchi Kenji       | Phim được đạo diễn bởi Mizoguchi Kenji | Phim được đạo diễn bởi Mizoguchi Kenji | Phim được đạo diễn bởi Mizoguchi Kenji                                             | Phim được đạo diễn bởi Mizoguchi Kenji |
| Năm                                    | Phim                                   | Rōmaji                                       | Hãng                                   | Biên kịch                              | Diễn viên chính                                                                    | Ghi chú                                |
| -------------------------------------- | -------------------------------------- | -------------------------------------------- | -------------------------------------- | -------------------------------------- | ---------------------------------------------------------------------------------- | -------------------------------------- |
| Phim câm, đen trắng                    |                                        |                                              |                                        |                                        |                                                                                    |                                        |
| 1923                                   | 愛に甦へる日                           | Ai ni yomigaeru hi                           | Nikkatsu Tokyo                         | Wakai Osamu                            | Yamamoto Kaichi, Mori Kiyoshi, Oguri Takeo, Koizumi Kasuke                         | 60'                                    |
| 1923                                   | 故郷                                   | Kokyô                                        | Nikkatsu Tokyo                         | Mizoguchi Kenji                        | Yamamoto Kaichi, Yoshida Toyosaku, Oguri Takeo, Minami Mitsuaki                    | Thất lạc                               |
| 1923                                   | 青春の夢路                             | Seishun no yumeji                            | Nikkatsu Tokyo                         | Mizoguchi Kenji                        | Yoshimura Tetsuya, Miyajima Fumio, Sakai Yoneko                                    | Thất lạc                               |
| 1923                                   | 情炎の巷                               | Jôen no chimata                              | Nikkatsu Tokyo                         | Mizoguchi Kenji                        | Minami Mitsuaki, Mori Kiyoshi, Mimasu Yutaka, Oguri Takeo                          | Thất lạc                               |
| 1923                                   | 敗残の唄は悲し                         | Haizan no uta wa kanashi                     | Nikkatsu Tokyo                         | Mizoguchi Kenji                        | Yoshida Toyosaku, Sawamura Haruko, MiyajimaFumio                                   | Thất lạc                               |
| 1923                                   | 813                                    |                                              | Nikkatsu Tokyo                         | Tanaka Soichiro Mizoguchi Kenji        | Minami Mitsuaki, Hoshino Hiroki, Aoyama Mariko, Segawa Tsuruko, Yoshida Toyosaku   | Thất lạc                               |
| 1923                                   | 霧の港                                 | Kiri no minato                               | Nikkatsu Tokyo                         | Tanaka Soichiro                        | Ichikawa Harue, Sawamura Haruko, Mori Eijiro, Yamamoto Kaichi                      | Thất lạc                               |
| 1923                                   | 夜                                     | Yoru                                         | Nikkatsu Tokyo                         | Mizoguchi Kenji                        | Katsuragi Koichi, Hose Kaoru, Sakai Yoneko, Inagaki Hiroshi, Gomi Kunio            | Thất lạc                               |
| 1923                                   | 廃墟の中                               | Haikyo no naka                               | Nikkatsu Tokyo                         | Mizoguchi Kenji                        | Sawamura Haruko, Katsuragi Koichi, Koizumi Kasuke, Yamamoto Kaichi                 | Thất lạc                               |
| 1923                                   | 血と霊                                 | Chî to reî                                   | Nikkatsu Tokyo                         | Mizoguchi Kenji                        | Eguchi Chiyoko, Ichikawa Harue, Mizushima Ryotaro, Sakai Yoneko, Mimasu Yutaka     | Thất lạc                               |
| 1923                                   | 峠の唄                                 | Toge no uta                                  | Nikkatsu Kyoto                         | Mizoguchi Kenji                        | Yamamoto Kaichi, Sawamura Haruko, Mimasu Yutaka, Hori Takako, Mizushima Ryotaro    | Thất lạc                               |
| 1924                                   | 悲しき白痴                             | Kanashiki hakuchi                            | Nikkatsu Kyoto                         | Takashima Tatsuro                      | Koizumi Kasuke, Sakai Yoneko, Katsuragi Koichi, Takagi Masujiro                    | Thất lạc                               |
| 1924                                   | 暁の死                                 | Akatsuki no shi                              | Nikki                                  | Ito Matsuo                             | Koizumi Kasuke, Suzuki Utako, Sawamura Haruko, Kito Shigeru, Mizushima Ryotaro     | Thất lạc                               |
| 1924                                   | 現代の女王                             | Gendai no joo                                | Nikkatsu Kyoto                         | Murata Minoru                          | Sakai Yoneko, Minami Mitsuaki, MimasuYutaka                                        | Thất lạc                               |
| 1924                                   | 女性は強し                             | Josei wa tsuyoshi                            | Nikkatsu Kyoto                         | Hội Văn học Nikkatsu                   | Mimasu Yutaka, Sakai Yoneko, Matsumoto Shizue, Miyabe Shizuko, Kito Shigeru        | Thất lạc                               |
| 1924                                   | 塵境                                   | Jinkyo                                       | Nikkatsu Kyoto                         | Tanaka Soichiro                        | Suzuki Denmei, Takagi Eiji, Urabe Kumeko                                           | Thất lạc                               |
| 1924                                   | 七面鳥の行衛                           | Shichimenchô no yukue                        | Nikkatsu Kyoto                         | Hatamoto Shuichi                       | Kitamura Junichi, Takagi Eiji, Tokugawa Yoshiko, Koizumi Kasuke, Inagaki Hiroshi   | Thất lạc                               |
| 1924                                   | 伊藤巡査の死                           | Itô junsa no shi                             | Nikkatsu Kyoto                         | Hội Văn học Nikkatsu                   | Sato Enji, Hayashi Masao                                                           | Thất lạc                               |
| 1924                                   | さみだれ草紙                           | Samidare sôshi                               | Nikkatsu Kyoto                         | Koju Yokoyama                          | Suzuki Utako, Katsura Teruko, Koizumi Kasuke, Inagaki Hiroshi                      | Thất lạc                               |
| 1924                                   | 恋を断つ斧                             | Koi o tatsu ono                              | Nikkatsu Kyoto                         | Kusuyama Ritsu                         | Urabe Kumeko, Wakaba Kaoru, Mimasu Yutaka, Koizumi Kasuke                          | Thất lạc                               |
| 1924                                   | 歓楽の女                               | Kanraku no onna                              | Nikkatsu Kyoto                         | Hatamoto Shuichi                       | Yamamoto Kaichi, Mimasu Yutaka, Sakai Yoneko, Yoshida Toyosaku                     | Thất lạc                               |
| 1924                                   | 曲馬団の女王                           | Kyokubadan no joô                            | Nikkatsu Kyoto                         | Hatamoto Shuichi                       | Urabe Kumeko, Suzuki Denmei, Kondo Iyokichi                                        | Thất lạc                               |
| 1925                                   | 噫特務艦関東                           | Â tokumukan Kantô                            | Nikkatsu Kyoto                         |                                        | Nakamura Hideo, Nakahara Mitsuo, Minami Mitsuaki, Yamamoto Kaichi, Urabe Kumeko    | Thất lạc                               |
| 1925                                   | 無銭不戦                               | Uchien Puchan                                | Nikkatsu Kyoto                         | Hatamoto Shuichi                       | Yamamoto Kaichi, Urabe Kumeko, Mizuki Kyoko, Takagi Eiji                           | Thất lạc                               |
| 1925                                   | 学窓を出でて                           | Gakuso wo idete                              | Nikkatsu Kyoto                         | Mizoguchi Kenji                        | Minami Komei, Mimasu Yutaka, Mori Kiyoshi, Takashima Aiko, Kondo Iyokichi          | Thất lạc                               |
| 1925                                   | 大地は微笑む 第一篇                    | Daichi wa hohoemu (T1)                       | Nikkatsu Kyoto                         | Hatamoto Shuichi                       | Takagi Eiji, Nakano Eiji, Umemura Yoko, HigashiboYasunaga                          | Thất lạc                               |
| 1925                                   | 白百合は歎く                           | Shirayuri wa nageku                          | Nikkatsu Kyoto                         | Shimizu Ryunosuke                      | Okada Yoshiko, Takagi Eiji, Mikoshiba Morio, Kondo Iyokichi, Yamamoto Kaichi       | Thất lạc                               |
| 1925                                   | 赫い夕陽に照されて                     | Akai yûhi ni terasarete                      | Nikkatsu Kyoto                         | Hatamoto Shuichi                       | Nakano Eiji, Mitsuaki Minami, Watanabe Kunio, Ito Shinkichi, Umemura Yoko          | Thất lạc                               |
| 1925                                   | ふるさとの歌                           | Furusatonouta                                | Nikkatsu                               | Shimizu Ryunosuke                      | Kito Shigeru, Takagi Masujiro, Ito Jueko, Tsuji Minoko, Kawamata Kentaro           | 50'                                    |
| 1925                                   | 小品映画集 街のスケッチ                | Shôhin eiga-shû: Machi no sketch             | Nikkatsu                               | Mizoguchi Kenji                        | Higashibo Yasunaga, Okada Yoshiko, Hoshino Hiroki, Takagi Eiji                     | Thất lạc                               |
| 1925                                   | 人間 前後篇                            | Ningen: kôhen                                | Nikkatsu                               | Hatamoto Shuichi                       | Nakano Eiji, Okada Yoshiko, Takagi Eiji, Ichikawa Haruyo, Bando Tomoe              | Thất lạc                               |
| 1925                                   | 乃木将軍と熊さん                       | Nogi shôgun to Kuma-san                      | Nikkatsu                               | Hatamoto Shuichi                       | Yamamoto Kaichi, Koizumi Kasuke, Isogawa Kinnosuke, Urabe Kumeko                   | Thất lạc                               |
| 1926                                   | 銅貨王                                 | Dôka-ô                                       | Nikkatsu                               | Mizoguchi Kenji                        | Kato Shiro, Saijo Kayoko                                                           | Thất lạc                               |
| 1926                                   | 紙人形春の囁き                         | Kaminingyô no haru no sasayaki               | Shingeki                               | Mizoguchi Kenji                        | Yamamoto Kaichi, Shima Koji, Umemura Yoko, Ichikawa Harue, Okada Tokihiko          | Thất lạc                               |
| 1926                                   | 新説己が罪                             | Shinsetsu ono ga tsumi                       | Nikkatsu                               | Mizoguchi Kenji                        | Sunada Komako, TakagiEiji, Minami Mitsuaki, Ichikawa Harue, Onoe Matsuba           | Thất lạc                               |
| 1926                                   | 狂恋の女師匠                           | Kyôren no onna shishô                        | Nikkatsu                               | Kawaguchi Matsutaro                    | Sakai Yoneko, Nakano Eiji, kadaY oshiko, Koizumi Kasuke, Tanaka Haruo              | Thất lạc                               |
| 1926                                   | 海国男児                               | Kaikoku danji                                | Nikkatsu                               | Kobayashi Masashi Yamamoto Kajiro      | Hirose Tsunemi, Negishi Toichiro, Mikoshiba Morio, Sunada Komako, Shibayama Ichiro | Thất lạc                               |
| 1926                                   | 金                                     | Kane                                         | Nikkatsu                               | Hatamoto Shuichi Takeda Akira          | Koizumi Kasuke, Komatsu Midori, Tani Kanichi                                       | Thất lạc                               |
| 1927                                   | 皇恩                                   | Kôon                                         | Nikkatsu                               | Hatamoto Shuichi                       | Ichikawa Harue, Takagi Eiji, Minami Mitsuaki, Takihana Hisako, Yamamoto Kaichi     | Thất lạc                               |
| 1927                                   | 慈悲心鳥                               | Jihi shinchô                                 | Nikkatsu                               | Hatamoto Shuichi                       | Yamamoto Kaichi, Nakano Eiji, Okada Tokihiko, Takagi Eiji, Natsukawa Shizue        | Thất lạc                               |
| 1928                                   | 人の一生 人生万事金の巻1               | Hito no isshô – Jinsei banji kane no maki: 1 | Nikkatsu                               | Hatamoto Shuichi                       | Koizumi Kasuke, Tsushima Ryuko, Ichikawa Harue, Negishi Toichiro                   | Thất lạc                               |
| 1928                                   | 人の一生 人生万事金の巻2               | Hito no isshô – Jinsei banji kane no maki: 2 | Nikkatsu                               | Hatamoto Shuichi                       | Koizumi Kasuke, Negishi Toichiro, Hisako Takihana, Harue Ichikawa                  | Thất lạc                               |
| 1928                                   | 人の一生 人生万事金の巻3               | Hito no isshô – Jinsei banji kane no maki: 3 | Nikkatsu                               | Hatamoto Shuichi                       | Koizumi Kasuke, Toichiro Negishi, Hisako Takihana                                  | Thất lạc                               |
| 1928                                   | 娘可愛や                               | Musume kawaiya                               | Nikkatsu                               | Hatamoto Shuichi                       | Koizumi Kasuke, Kitahara Natsue, Sugiyama Shozo                                    | Thất lạc                               |
| 1929                                   | 日本橋                                 | Nihonbashi                                   | Tahato                                 | Kondo Keiichi                          | Okada Tokihiko, Umemura Yoko, Sakai Yoneko, Takagi Eiji, NatsukawaShizue           | Thất lạc                               |
| 1929                                   | 朝日は輝く                             | Asahi wa kagayaku                            | Tahato                                 | Kimura Chihio                          | Nakano Eiji, Murata Hirotoshi, Doi Heitaro, Sawa Ranko                             | Thất lạc                               |
| 1929                                   | 東京行進曲                             | Tôkyô kôshinkyoku                            | Tahato                                 | Kimura Chihio                          | Natsukawa Shizue, Takagi Eiji, Kosugi Isamu, Irie Takako, Takihana Hisako          | Thất lạc                               |
| 1929                                   | 都会交響楽                             | Tokai kokyogaku                              | Tahato                                 | Okada Saburo                           | Natsukawa Shizue, Kosugi Isamu, Irie Takako, Takagi Eiji                           | Thất lạc                               |
| 1930                                   | 藤原義江のふるさと                     | Fujiwara Yoshie no furusato                  | Tahato                                 | Kisaragi Satoshi                       | Fujiwara Yoshie, Natsukawa Shizue, Kosugi Isamu                                    | Thất lạc                               |
| 1930                                   | 唐人お吉                               | Tôjin Okichi                                 | Tahato                                 | Hatamoto Shuichi                       | Yamamoto Kaichi, Umemura Yoko, Shima Koji, Takihana Hisako                         | Thất lạc                               |
| 1931                                   | しかも彼等は行く 前編                  | Shikamo karera wa yuku                       | Tahato                                 | Hatamoto Shuichi                       | Umemura Yoko, Urabe Kumeko, Sugai Ichiro                                           | Thất lạc                               |
| 1931                                   | しかも彼等は行く 後編                  | Shikamo karera wa iku                        | Tahato                                 | Hatamoto Shuichi                       | Umemura Yoko, Urabe Kumeko, Takatsu Aiko, Sugai Ichiro                             | Thất lạc                               |
| 1932                                   | 時の氏神                               | Toki no ujigami                              | Tahato                                 | Hatamoto Shuichi                       | Shima Koji, Natsukawa Shizue                                                       | Thất lạc                               |
| 1932                                   | 満蒙建国の黎明                         | Manmo kenkoku no reimei                      | Irie Pro                               | Ueshima-ryō Masuda Shinji              | Irie Takako, Nakano Eiji, Matsumoto Taisuke, Yamaken Naoyo, Katsura Tamako         | Thất lạc                               |
| 1933                                   | 瀧の白糸                               | Taki no shiraito                             | Shinko                                 | Higashibo Yasunaga                     | Irie Takako, Okada Tokihiko, Murata Hirotoshi, Sugai Ichiro, Miake Bontaro         | Thất lạc                               |
| 1933                                   | 祇園祭                                 | Gion matsuri                                 | Shinko                                 | Mizoguchi Kenji                        | Mori Shizuko, Okada Tokihiko, Suzuki Sumiko, Sugai Ichiro, Urabe Kumeko            | Thất lạc                               |
| 1934                                   | 神風連                                 | Jinpu-ren                                    | Irie Pro                               | Mizoguchi Kenji                        | Irie Takako, Tsukigata Ryunosuke, Kosugi Isamu, Nakano Eiji, Takihana Hisako       | Thất lạc                               |
| Phim nói, đen trắng                    |                                        |                                              |                                        |                                        |                                                                                    |                                        |
| 1934                                   | 愛憎峠                                 | Aizô tôge                                    | Tamaga                                 | Kawaguchi Matsutaro                    | Yamada Isuzu, Natsukawa Daijiro, Suzuki Denmei, Ichikawa Kobunji, Hara Komako      | 102'                                   |
| 1935                                   | 折鶴お千                               | Oridzuru o sen                               | Daiichi                                | Takashima                              | Isuzu Yamada, Daijiro Natsukawa, Ichiro Yoshizawa, Shin Shibata, Tadashi Torii     | 96'                                    |
| 1935                                   | マリヤのお雪                           | Maria no Oyuki                               | Daiichi                                | Takashima                              | Yamada Isuzu, Komako Hara, Daijiro Natsukawa, Eiji Nakano, Kinue Utagawa           | Thất lạc                               |
| 1935                                   | お嬢お吉                               | Ojô Okichi                                   | Daiichi                                | Kawaguchi Matsutaro                    | Yamada Isuzu, Umemura Yoko, Hara Komako, Asaka Shinhachiro, Shibata Arata          | Thất lạc                               |
| 1935                                   | 虞美人草                               | Gubijinsô                                    | Daiichi                                | Takayanagi Haruo                       | Natsukawa Daijiro, Tsukida Ichiro, Takeda Kazuyoshi, Okura Chiyoko                 | 75'                                    |
| 1936                                   | 初姿                                   | Hatsu sugata                                 | Daiichi                                | Takayanagi Haruo                       | Ichiro Tsukida, Okura Chiyoko, Umemura Yoko, Koizumi Kasuke, Katsuragi Koichi      | Thất lạc                               |
| 1936                                   | 浪華悲歌                               | Naniwa hika                                  | Daiichi                                | Yoda Yoshikata                         | Yamada Isuzu, Umemura Yoko, Okura Chiyoko, Shindo Eitaro, Asaka Shinhachiro        | 89'                                    |
| 1936                                   | 祇園の姉妹                             | Gion no kyōdai                               | Daiichi                                | Yoda Yoshikata                         | Yamada Isuzu, Umemura Yoko, Shiganoya Tankai, Shindo Eitaro                        | 95'                                    |
| 1937                                   | 愛怨峡                                 | Aien kyo                                     | Shinko                                 | Yoda Yoshikata                         | Yamaji Fumiko, Kawazu Seizaburo, Shimizu Masao, Mimasu Yutaka                      | 108'                                   |
| 1938                                   | 露営の歌                               | Roei no uta                                  | Shinko                                 | Hatamoto Shuichi                       | Kawazu Seizaburo, Yamaji Fumiko, Sugai Ichiro, Utagawa Yaeko, Tanaka Haruo         | 82'                                    |
| 1938                                   | あゝ故郷                               | Aa kokyo                                     | Shinko                                 | Yoda Yoshikata                         | Kawazu Seizaburo, Yamaji Fumiko, Shimizu Masao, Kato Seiichi, Yamaguchi Isamu      | 64'                                    |
| 1939                                   | 残菊物語                               | Zangiku monogatari                           | Sochi                                  | Yoda Yoshikata                         | Hanayagi Shotaro, Gonjuro Kawarasaki, Umemura Yoko, Hiroshikichi Takada            | 146'                                   |
| 1940                                   | 浪花女                                 | Naniwa onna                                  | Sochi                                  | Yoda Yoshikata                         | Kotaro Bando, Kinuyo Tanaka, Kokichi Takada, Ryotaro Kawanami                      | 145'                                   |
| 1941                                   | 芸道一代男                             | Geidô ichidai otoko                          | Tự tạo                                 | Yoda Yoshikata                         | Ganjiro Nakamura, Takada Kokichi, Hayashi Naritoshi, Arashi Yoshizaburo            | 101'                                   |
| 1941                                   | 元禄忠臣蔵 前篇                        | Genroku Chûshingura 1                        | Tự tạo                                 | Hara Kenichiro                         | Kawarasaki Chojuro, Suemon Nakamura, Kunitaro Kawarasaki, Utaemon Ichikawa         | 112'                                   |
| 1942                                   | 元禄忠臣蔵 後篇                        | Genroku Chūshingura 2                        | Sochi                                  | Hara Kenichiro                         | Kawarasaki Chojuro, Nakamura Kanemon, Takamine Mieko, Umemura Yoko                 | 111'                                   |
| 1944                                   | 団十郎三代                             | Danjuro sandai                               | Sochi                                  | Kawaguchi Matsutaro                    | Kawarasaki Chojuro, Toshiko Iizuka, Akio Sawamura, Machiko Kyo, Kinuyo Tanaka      | 65'                                    |
| 1944                                   | 宮本武蔵                               | Miyamoto Musashi                             | Sochi                                  | Kawaguchi Matsutaro                    | Kawarasaki Chojuro, NakamuraKanemon, Tanaka Kinuyo                                 | 55'                                    |
| 1945                                   | 名刀美女丸                             | Meitô bijomaru                               | Sochi                                  | Kawaguchi Matsutaro                    | Hanayagi Shotaro, Yamada Isuzu, Oya Ichijiro, Yanagi Eijiro                        | 67'                                    |
| 1945                                   | 必勝歌                                 | Hisshôka                                     | Sochi                                  | Shimizu Hiroshi                        | Sano Shuji, Oya Ichijiro, Tanaka Kinuyo, Kosugi Isamu, Uehara Ken                  | 117'                                   |
| 1946                                   | 女性の勝利                             | Josei no shôri                               | Sochi                                  | Noda Kogo                              | Tanaka Kinuyo, Kuwano Michiko, Takahashi Toyoko, Miura Mitsuko                     | 84'                                    |
| 1946                                   | 歌麿をめぐる五人の女                   | Utamaro o meguru gonin no onna               | Sochi                                  | Yoda Yoshikata                         | Tanaka Kinuyo, Bando Kotaro, Kawasaki Hiroko, Iizuka Toshiko                       | 74'                                    |
| 1947                                   | 女優須磨子の恋                         | Joyû Sumako no koi                           | Sochi                                  | Yoda Yoshikata                         | Tanaka Kinuyo, Yamamura Satoshi, Higashino Eijiro, Senda Koreya, Aoyama Sugisaku   | 96'                                    |
| 1948                                   | 夜の女たち                             | Yoru no onnatachi                            | Sochi                                  | Yoda Yoshikata                         | Tanaka Kinuyo, Takasugi Sanae, Tsunoda Tomie, Nagata Mitsuo, Murata Hirotoshi      | 75'                                    |
| 1949                                   | わが恋は燃えぬ                         | Waga koi wa moenu                            | Sochi                                  | Yoda Yoshikata                         | Tanaka Kinuyo, Mito Mitsuko, Ozawa Eitaro, Sugai Ichiro, Miyake Kuniko             | 84'                                    |
| 1950                                   | 雪夫人絵図                             | Yuki fujin ezu                               | Toho                                   | Yoda Yoshikata                         | Kogure Michiyo, Uehara Ken, Kuga Yoshiko, Hamada Yuriko, Yamamura Satoshi          | 88'                                    |
| 1951                                   | お遊さま                               | Oyû-sama                                     | Daiei                                  | Yoda Yoshikata                         | Tanaka Kinuyo, Otowa Nobuko, Hori Yuji, Yanagi Eijiro, Shindo Eitaro               | 95'                                    |
| 1951                                   | 武蔵野夫人                             | Musashino fujin                              | Toho                                   | Kawaguchi Matsutaro                    | Kinuyo Tanaka, Todoroki Yukiko, Mori Masayuki, Katayama Akihiko, Yamamura Satoshi  | 92'                                    |
| 1952                                   | 西鶴一代女                             | Saikaku ichidai onna                         | Koi                                    | Yoda Yoshikata                         | Tanaka Kinuyo, Yamane Hisako, Mifune Toshiro, Uno Shigeyoshi, Sugai Ichiro         | 148'                                   |
| 1953                                   | 雨月物語                               | Ugetsu monogatari                            | Daiei                                  | Yahiro Fuji                            | Kyo Machiko, Mito Mitsuko, Tanaka Kinuyo, Mori Masayuki, Ozawa Sakae               | 97'                                    |
| 1953                                   | 祇園囃子                               | Gion bayashi                                 | Daiei                                  | Yoda Yoshikata                         | Kogure Michiyo, Wakao Ayako, Kawazu Seizaburo, Shindo Eitaro, Sugai Ichiro         | 85'                                    |
| 1954                                   | 山椒大夫                               | Sanshô dayû                                  | Daiei                                  | Yahiro Fuji                            | Tanaka Kinuyo, Hanayagi Yoshiaki, Kagawa Kyoko, Shindo Eitaro, Kono Akitake        | 124'                                   |
| 1954                                   | 噂の女                                 | Uwasa no onna                                | Daiei                                  | Narusawa Masashige                     | Tanaka Kinuyo, Otani Yuemon, Kuga Yoshiko, Shindo Eitaro, Naniwa Chieko            | 84'                                    |
| 1954                                   | 近松物語                               | Chikamatsu monogatari                        | Daiei                                  | Yoda Yoshikata                         | Hasegawa Kazuo, Kagawa Kyoko, Minamida Yoko, Shindo Eitaro, Ozawa Sakae            | 102'                                   |
| 1956                                   | 赤線地帯                               | Akasen chitai                                | Daiei                                  | Narusawa Masashige                     | Kyo Machiko, Wakao Ayako, ogureM ichiyo, ikoS an'eki Machida Hiroko                | 86'                                    |
| Phim màu                               |                                        |                                              |                                        |                                        |                                                                                    |                                        |
| 1955                                   | 楊貴妃                                 | Yôkihi                                       | Daiei                                  | Doe Ching                              | Kyo Machiko, Mori Masayuki, Yamamura Satoshi, Shindo Eitaro, Ozawa Ei              | 108'                                   |
| 1955                                   | 新・平家物語                           | Shin Heike monogatari                        | Daiei                                  | Tsuji Hisakazu                         | Ichikawa Raizo, Kuga Yoshiko, Hayashi Naritoshi, Kogure Michiyo, Oya Ichijiro      | 98'                                    |